# Educació General Bàsica
Educació General Bàsica, EGB, era el nom que rebien els 8 anys d'educació obligatòria que havien de rebre els nens de 6 a 14 anys a Espanya en el sistema educatiu legislat per la Llei General d'Educació de 1970. El seu equivalent en el sistema educatiu actual és l'Educació Primària i els primers anys de l'ESO. La permanència en l'EGB es podia allargar si l'estudiant repetia algun curs.
Després d'això es podia cursar la Formació Professional (que eren 3 anys o 5 en funció de si es feia només el primer cicle o tot sencer) o el Batxillerat Unificat Polivalent (que durava 3 anys) i el Curs d'Orientació Universitària (1 any) si es volia accedir a estudis universitaris. Els alumnes que no desitgessin continuar estudiant podien abandonar l'escola.
L'EGB s'organitzava per cursos i matèries. Cada assignatura era responsabilitat d'un mestre, que podia compartir docència entre diverses assignatures per tal de reduir el nombre de professors de cada classe, especialment a cursos baixos. Es cursava a les escoles, a diferència dels estudis optatius posteriors, que tenien lloc als instituts. En una segona etapa (des del 1981) es va dividir l'EGB en tres cicles: cicle inicial (1r i 2n), cicle mitjà (3r, 4t i 5è) i cicle superior (6è, 7è i 8è cursos).